# Georg Friedrich Fritsch
Georg Friedrich Fritsch (* 7. Mai 1817 in Siegen; † 19. Juni 1881 in Karlsruhe) war ein deutscher Politiker. Von 1847 bis 1851 war er Bürgermeister von Mülheim an der Ruhr und von 1853 bis 1878  preußischer Landrat des Kreises Soest.

## Leben
Georg Friedrich Fritsch  wurde nach bestandener Prüfung beim Kammergericht Berlin  zum Auskultator ernannt. Am 5. November 1842 folgte die Prüfung zum Gerichts-Referendar beim Oberlandesgericht Arnsberg mit dem Ergebnis „gut“ mit anschließender Ernennung zum Gerichts-Referendar. Nach dem Bestehen der Assessor-Prüfung – ebenfalls mit dem Ergebnis „gut“ – folgte am 4. März 1846 die Ernennung zum Gerichtsassessor beim Oberlandesgericht Arnsberg. Von Dezember 1847 bis zu 31. Januar 1851 war Fritsch als Bürgermeister der Stadt Mülheim tätig und ging im Anschluss daran wieder in den Staatsdienst zur  Bezirksregierung Arnsberg. Am 16. November 1852 folgte die Ernennung zum Regierungs-Assessor bei der Regierung Arnsberg und bereits nach kurzer Zeit wurde er mit der kommunalen Verwaltung des Landratsamtes des Kreises Soest beauftragt. Am 17. Oktober 1853 war die definitive Ernennung zum Landrat. Vom Kreistag Siegen wurde er 1855 zum Kandidaten für das Amt des Landrats gewählt, jedoch verhinderte eine Petition von Eingesessenen des Kreises Soest dieses Vorhaben.
Aus Gesundheitsgründen wurde Fritsch am 16. August 1878 aus dem Staatsdienst entlassen.

## Ehrungen
- Roter Adlerorden IV. Klasse
- Charakter als Geheimer Regierungsrat